# 十字架之女站
十字架之女站（法語：Filles du Calvaire）是巴黎地鐵的一個車站。十字架之女站開通於1931年5月5日，是巴黎地鐵8號線延長工程的一部分。車站的名稱來自於附近的一座修道院。

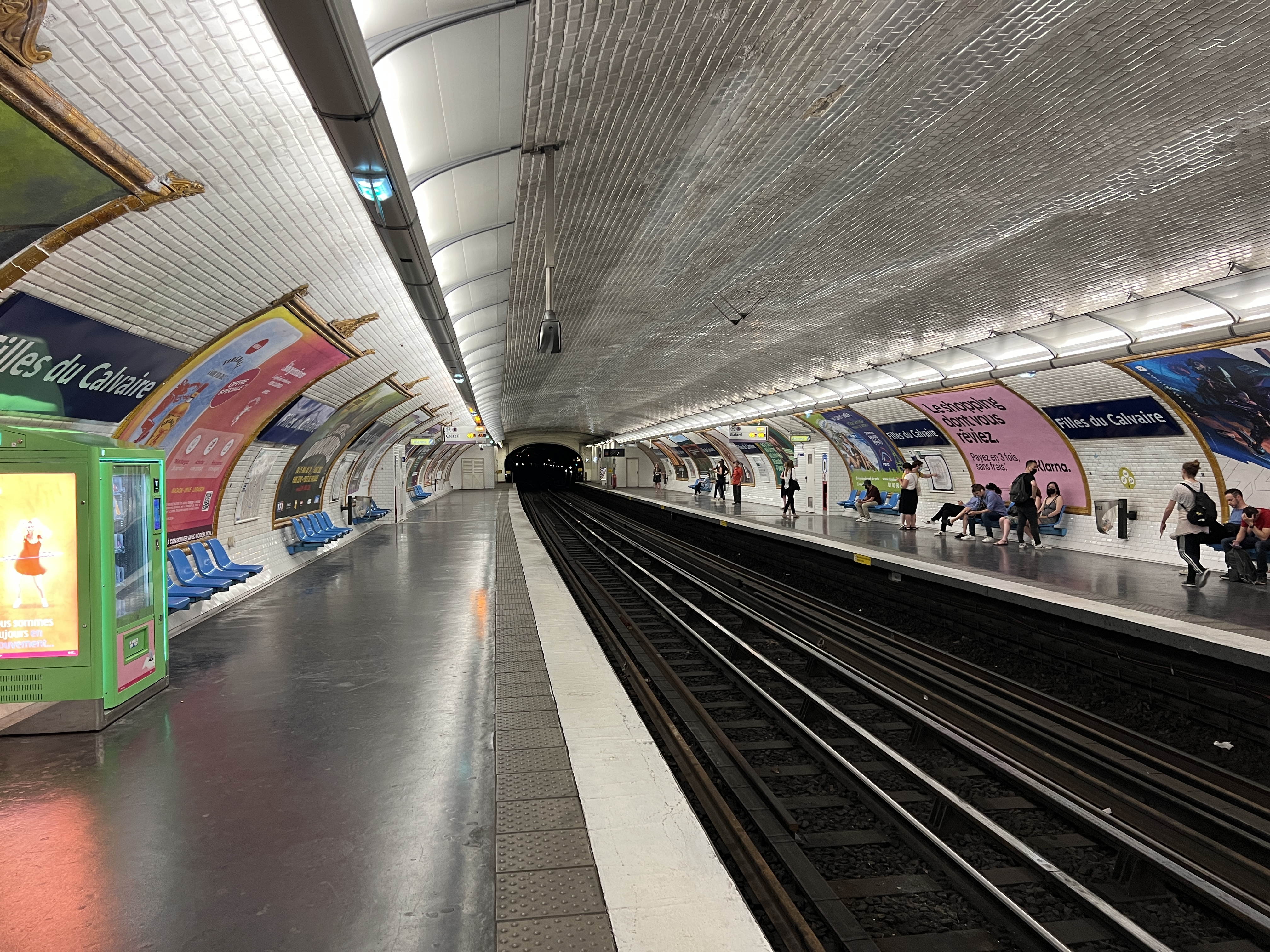
月台（2022年7月）

## 車站結構
| 街道層 |                    |                                 |
| B1     | 月台連接夾層       |                                 |
| 月台層 | 側式月台，右側開門 | 側式月台，右側開門              |
| 月台層 | 往巴拉             | 往巴拉（共和）                  |
| 月台層 | 往湖之角           | 往湖之角（聖塞巴斯蒂安-弗瓦薩） |
| 月台層 | 側式月台，右側開門 |                                 |